# Укороченная фигура
Укоро́ченная фигу́ра или свобо́дная фигу́ра — элемент геральдического щита, часто используемая геральдическая гербовая фигура лишённая концов и поэтому не касающаяся краёв щита. При блазонировании (описании) подобных фигур используется термин «укороченная» («укороченный», «укороченное», «укороченные» в зависимости от рода и числа).

## Примеры укороченных фигур

Река (?)
Датинский крест
Ленкавица
Бруски